# パオロ・ブリニョーリ
パオロ・マルチェッロ・ブリニョーリ （Paolo Marcello Brignoli, 1942年4月25日-1986年7月8日）はイタリアのアクィラ大学に所属した著名な昆虫学者でクモを含む広い範囲のグループを研究した。
コガネグモ科、ダニ、クツコムシ目、コヨリムシ目、ヤイトムシ目、ザトウムシおよびウデムシ まで目を配る。進化分類学から分類学、生物地理学を中心に研究を進め、発表した新種は367、クモ科の33に分類、新しい23属を立てた。
クモ類のカタログはトゥールーズ大学（英語）のピエール・ボネ Pierre Bonnet (1897年生–1990年没) が築いた全3巻の大著 Bibliographia araneorum  (1945年-1961年)、Übersee Museum Bremen (英語版) (ドイツ) の Carl Friedrich Roewer 館長 (1881年生–1963年没) が手掛けた Katalog der Araneae von 1758 bis 1940 全3冊2巻 (1942年-1955年) により、おおよそ1954年 (科により1940年) までに発表された主だった学術論文をまとめてある。ブリニョーリは1940年以降の差分を埋めるためカタログ "A catalogue of the Araneae described between 1940 and 1981" を発表し、増補を定期的に行おうとしたが計画半ばで没した。
遺志を継承したのはアメリカ自然史博物館のノーマン・プラトニク Norman I. Platnick (1951年生-) らで、Advances in Spider Taxonomy と題して増補改訂を3回行い、1997年に完結する。論文は1981年から1995年までの発表分を扱っており、ブリニョーリの解説にも筆が加えられた。
プラトニクはカタログ更新を紙媒体で続けず電子化し、2000年に「World Spider Catalog」ウェブ版を公開、2014年までに更新を30回重ね保守を続け定年を迎える。
なおプラトニクが公職を離れると、国際クモ類学会 (ISA、英語版) がブリニョーリのカタログとシノニムを学会の電子データベースに受け入れ、保守管理を引き継ぎ現在に至る。その功績をたたえ、ボネ賞とならびブリニョーリ賞を創設している。

## 著作
- Brignoli, Paolo Marcello. "Ragni della Melanesia, I. Un nuovo tetrablemma di Guadalcanal (Isole salomone)" estratto dalle memorie della societa entomologica italiana, 52, pp.79-88. Genova : Fratelli Pagano. (1973)
- Brignoli, Paolo Marcello. "Su alcuni Linyphiidae ed Erigonidae cavernicoli di Gibilterra e del Marocco (Araneae)", Revue Suisse de Zoologie, 85 (1), pp.107-110. (1978)
- Brignoli, Paolo Marcello. "On some Oonopidae from Japan and Formosa (Araneae) ", Acta arachnologica 、第25巻第2号、73-85頁、1974年03月。茨木 : 日本蜘蛛学会。doi:10.2476/asjaa.25.73、NAID 130003560218、ISSN 0001-5202。
- Brignoli, Paolo Marcello. (c1983). "A catalogue of the Araneae described between 1940 and 1981", P. Merrett. (ed). Manchester [Lancashire] ; Dover, N.H. : Manchester University Press in association with the British Arachnological Society. ISBN 0719008565.—ブリニョーリのカタログ初版。
  - Platnick, Norman I. ; Merrett, P. ; Brignoli, Paolo Marcello (1989) "Advances in spider taxonomy, 1981-1987 : a supplement to Brignoli's A catalogue of the Araneae described between 1940 and 1981". Manchester University Press in association with the British Arachnological Society, Distributed exclusively in the USA and Canada by St. Martin's Press. ISBN 0719027829, NCID BA06981087.—別題："Catalogue of the Araneae described between 1940 and 1981" の増補版全3版のうちの1版目。
  - Platnick, Norman I. ; Merrett, P. ; Brignoli, Paolo Marcello (1993) "Advances in spider taxonomy, 1988-1991 : with synonymies and transfers, 1940-1980". New York : New York Entomological Society, in association with the American Museum of Natural History. ISBN 0913424102.—別題："Catalogue of the Araneae described between 1940 and 1981" の増補版全3版のうちの2版目。
  - Platnick, N. I. (1998) "Advances in Spider Taxonomy 1992-1995, with Redescriptions 1940-1980. New York Entomological Society.増補版全3版のうちの3版目[3]。
- Brignoli, Paolo Marcello. "Aggiunte e correzioni al "Catalogo dei Ragni cavernicoli italiani". Contributi alla conoscenza della fauna cavernicola italiana. F. Cianficconi  [et al.], Verona : Museo civico di storia naturale di Verona. (1985) OCLC 12738389.